# 안토니오 파스쿨리
안토니오 파스쿨리(이탈리아어: Antonio Pasculli, 1842년 10월 13일 ~ 1924년 2월 23일)는 이탈리아의 작곡가이다. 

## 생애
파스쿨리는 1842년 10월 13일에 시칠리아주 팔레르모에서 태어났다. 그는 그곳에서 평생을 살았지만 이탈리아, 독일, 오스트리아를 여행하며 오보에 연주회를 열였다. 
그는 1924년 2월 23일에 팔레르모에서 사망했다.

## 작품
오보에의 아름다운 기교와 음색을 돋보이게 해주는 곡으로 많은 오보이스트들이 이 곡은 꼭 거치는 만큼 유명하고 중요한 곡이다.
- 《오보에 협주곡》